# Death and Burial of Poor Cock Robin
Pour les articles homonymes, voir Who Killed Cock Robin?.
The Death and Burial of Poor Cock Robin (littéralement « La mort et l'enterrement du Rouge-Gorge »), plus communément connue sous le nom de Who Killed Cock Robin? (littéralement « Qui a tué le Rouge-Gorge »), est une comptine anglaise du XVIIe siècle , souvent utilisée comme un archétype du meurtre. Il est répertorié dans le Roud Folk Song Index sous le numéro 494.

## Origine
The Death and Burial of Poor Cock Robin a été publiée pour la première fois en 1744 à Londres dans Tommy Thumb's Pretty Song Booktrad. On peut traduire par Le mariage de Rouge-Gorge et Jenny Wren et La Mort et l'Enterrement de Rouge-Gorge. Cette première version ne comprenait que les quatre premiers vers. La version complète ci-dessous n'a pas été publiée avant 1770. Même s'il n'y a aucune référence directe datant d'avant le milieu du XVIIIe siècle, il y a des preuves montrant une utilisation des personnages beaucoup plus ancienne. Un vitrail du XVe siècle montrant un rouge-gorge transpercé par une flèche peut être retrouvé au presbytère de Buckland. De plus, l'histoire présente plusieurs similarités avec Phyllyp Sparowe, écrite par John Skelton vers 1508.

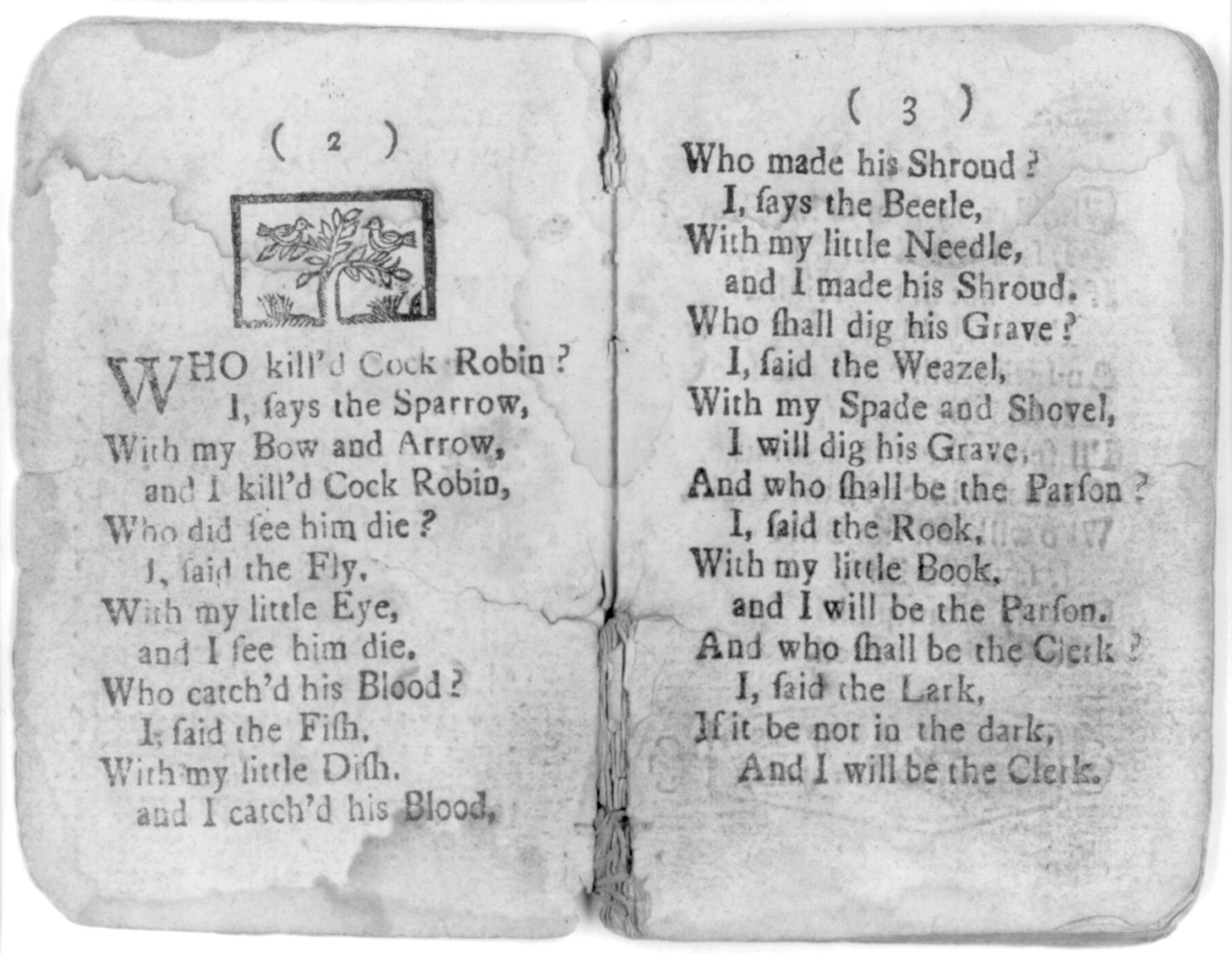
Extrait de la comptine dans un livre datant de 1780 de la bibliothèque du Congrès.

La comptine a souvent été mise en circulation avec plusieurs illustrations, pour la rendre convenable aux jeunes enfants. Il existe une autre fin pour la comptine, dans laquelle le moineau qui a tué le Rouge-gorge est pendu pour son crime.
Plusieurs versions antérieures avaient  fait apparaître un bouvreuil trapu comme sonneur de cloches. Un bouvreuil était appelé en anglais bullfinch, ce qui ressemble beaucoup au mot taureau, qui s'écrit bull. Le passage du taureau aurait pu faire référence au bouvreuil, un oiseau comme la majorité des autres animaux cités, plutôt qu'au taureau, un animal de ferme. L'utilisation de la rime entre hibou (owl) et pelle (shovel) montre que la comptine a possiblement été utilisée alors que le moyen anglais était encore en usage. D'autres versions de l'histoire existent, notamment en Allemagne.
Plusieurs théories ont été proposées quant à la signification de la comptine :
- Elle représenterait un événement mythologique, comme la mort du dieu Baldr dans la mythologie nordique, ou encore le sacrifice rituel d'un roi, proposé par des folkloristes comme pour la théorie de « survie païenne » pour l'histoire de Cutty Wren (en) ;
- Ce serait une parodie de la mort de Guillaume II d'Angleterre, mort tué par une flèche lors d'une partie de chasse dans la New Forest dans le Hampshire en 1100. Il était surnommé Guillaume le Roux, ce surnom ayant peut-être été utilisé pour le personnifier en rouge-gorge ;
- La comptine serait liée à la chute du gouvernement de Robert Walpole en 1742, puisque Robin est un diminutif de Robert et la première publication de cette dernière est relativement proche à la chute de son gouvernement ;
- Selon la mythologie celtique, Lug, le dieu du soleil, qui meurt après que les nuits deviennent plus longues après le solstice d'été, est représenté dans le calendrier pictographique celtique par un arc et une flèche. Lug représentait le soleil rouge et en gallois, son nom est prononcé Coch Rhi Ben, dont la version anglicisée est Cock Robin, coch signifiant rouge et ben signifiant dirigeant, un clin d'œil à une croyance que les âmes deviennent des oiseaux après la mort. Le moineau (sparrow) qui le tuerait de son arc de sa flèche serait en fait Bran le Béni, le dieu de l'hiver, souvent représenté par un corbeau ou un moineau (raven).

Toutes ces théories sont basées sur des similitudes que présenterait l'histoire avec des légendes ou des événements historiques. Peter Opie a ajouté qu'une comptine déjà existante aurait pu être adaptée pour corroborer des événements qui étaient en cours au XVIIIe siècle. Le thème ainsi que la rythmique du poème sont devenus des archétypes réguliers dans la littérature ou d'autres formes d'art, de la poésie au polar, passant par les dessins animés.

## Paroles
Texte original
Who killed Cock Robin?

I, said the Sparrow,

with my bow and arrow,

I killed Cock Robin.

Who saw him die?

I, said the Fly,

with my little eye,

I saw him die.

Who caught his blood?

I, said the Fish,

with my little dish,

I caught his blood.

Who'll make the shroud?

I, said the Beetle,

with my thread and needle,

I'll make the shroud.

Who'll dig his grave?

I, said the Owl,

with my little trowel,

I'll dig his grave.

Who'll be the parson?

I, said the Rook,

with my little book,

I'll be the parson.

Who'll be the clerk?

I, said the Lark,

if it's not in the dark,

I'll be the clerk.

Who'll carry the link?

I, said the Linnet,

I'll fetch it in a minute,

I'll carry the link.

Who'll be chief mourner?

I, said the Dove,

I mourn for my love,

I'll be chief mourner.

Who'll carry the coffin?

I, said the Kite,

if it's not through the night,

I'll carry the coffin.

Who'll bear the pall?

We, said the Wren,

both the cock and the hen,

We'll bear the pall.

Who'll sing a psalm?

I, said the Thrush,

as she sat on a bush,

I'll sing a psalm.

Who'll toll the bell?

I, said the Bull,

because I can pull,

I'll toll the bell.

All the birds of the air

fell a-sighing and a-sobbing,

when they heard the bell toll

for poor Cock Robin.
Traduction française
Qui a tué le Rouge-Gorge ?

Moi, a dit le moineau,

Avec mon arc et ma flèche,

J'ai tué le Rouge-Gorge.

Qui l'a vu mourir ?

Moi, a dit la mouche,

avec mes petits yeux,

je l'ai vu mourir.

Qui a recueilli son sang ?

Moi, a dit le poisson,

Avec ma petite cuvette,

J'ai attrapé son sang.

Qui va l'envelopper ?

Moi, a dit le scarabée,

Avec mon fil et mon aiguille,

Je ferai le linceul.

Qui l'enterrera ?

Moi, a dit le hibou,

Avec ma petite truelle,

Je creuserai sa tombe.

Qui sera le pasteur ?

Moi, a dit le corbeau,

Avec mon petit livre,

Je serai le pasteur.

Qui sera le prêtre ?

Moi, a dit l'alouette,

Si ce n'est pas dans le noir,

Je serai le prêtre.

Qui portera le joug ?

Moi, a dit la linotte,

Je le prendrai dans une minute,

Je porterai le joug.

Qui sera le chef de deuil ?

Moi, a dit la colombe,

Je pleure pour mon amour,

Je serai le chef de deuil.

Qui portera le cercueil ?

Moi, a dit le milan,

Si ce n'est pas pendant la nuit,

Je porterai le cercueil.

Qui portera le voile ?

Moi, a dit le roitelet,

Avec le coq et la poule,

Je porterai le voile.

Qui chantera un psaume ?

Moi, a dit la grive,

S'asseyant sur un buisson,

Je chanterai un psaume.

Qui sonnera les cloches ?

Moi, a dit le taureau,

Je sais tirer,

Je sonnerai les cloches.

Tous les oiseaux du ciel,

Tombés de sanglots et de soupirs

Ayant entendu les cloches sonner

Pour le pauvre Rouge-Gorge.

## Dans la culture populaire
- Qui a tué le rouge-gorge ? (Who Killed Cock Robin?) un court métrage d'animation de Disney de 1935 mettant en scène la comptine
- Le groupe musical Cock Robin tirant son nom de cette comptine
- L'épisode 75 de la série de japanime Urusei Yatsura (Lamu) de Rumiko Takahashi est entièrement basée sur cette comptine et le roman "Dix petits nègres" d'Agatha Christie
- Dans la série policière  anglaise Inspecteur Barnaby, l épisode 4 de la saison 4 est intitulé : Qui a tué Cock Robin ? .